# Pride of the Range
Pride of the Range est un film muet américain réalisé par Francis Boggs et sorti en 1910.

## Fiche technique
- Titre : Pride of the Range
- Réalisation : Francis Boggs
- Scénario :
- Photographie :
- Montage :
- Producteur : William Selig
- Société de production : Selig Polyscope Company
- Société de distribution : Selig Polyscope Company
- Pays de production :  États-Unis
- Langue : film muet avec les intertitres en anglais
- Format : Noir et blanc — 35 mm — 1,33:1 — Muet
- Genre : Western
- Dates de sortie : 
  - États-Unis : 1910

## Distribution
- Tom Mix
- Art Acord
- Milton Brown
- Hoot Gibson
- Alfred E. Green
- Betty Harte
- Tom Santschi